# Jaan Kaplinski
Jaan Kaplinski (22. leden 1941, Tartu, Estonsko – 8. srpna 2021) byl estonský básník, filosof a kulturní kritik. Je označován za levicového liberála s inspiracemi v taoismu a buddhismu.

## Život
Jeho matka byla Estonka, otec Polák, vězněný za druhé světové války v koncentračním táboře NKVD.
Vystudoval románské jazyky a lingvistiku na univerzitě v Tartu. Poté pracoval jako překladatel (z francouzštiny, švédštiny, čínštiny, španělštiny či angličtiny, překládal mj. Tao te ťing nebo dílo Tomase Tranströmera) a také jako ekolog v Tallinnské botanické zahradě. Roku 1980 byl spoluautorem a signatářem známého Dopisu 40 intelektuálů (Neljakümne kiri), který hájil estonský jazyk a stavěl se proti rusifikačním snahám Kremlu. V letech 1992–1995 byl poslancem estonského parlamentu (Riigikogu), a to za středovou, liberálně-sociální stranu Eesti Keskerakond. Ještě jako poslanec ji však opustil a roku 2004 se stal členem sociálnědemokratické strany (Sotsiaaldemokraatlik Erakond).

### Česky vyšlo
- Křídla zvedají stín : [výbor veršů]. Přel. V. Macura. Praha: Odeon 1982

### Básně
- Jäljed allikal (1965)
- Kalad punuvad pesi (1966)
- Tolmust ja värvidest (1967)
- Valge joon Võrumaa kohale (1972)
- Ma vaatasin päikese aknasse (1976)
- Uute kivide kasvamine (1977)
- Raske on kergeks saada (1982)
- Tule tagasi helmemänd (1984)
- Õhtu toob tagasi kõik (1985)
- Käoraamat. Luulet 1956–1980 (1986)
- Hinge tagasitulek (1990)
- Tükk elatud elu. Tekste 1986–1989 (1991)
- Mitu suve ja kevadet (1995)
- Öölinnud. Öömõtted. Luuletusi 1995–1997 (1998)
- Sõnad sõnatusse (2005; eesti ja vene keeles)
- Vaikus saab värvideks (2005)
- Teiselpool järve (2008)

### Próza
- Kust tuli öö (1990)
- Teekond Ayia Triadasse (1993)
- Jää ja Titanic (1995)
- Silm / Hektor (2000)
- Kevad kahel rannikul ehk Tundeline teekond Ameerikasse (2000)
- Kajakas võltsmunal (2000)
- Isale (2003)
- Seesama jõgi (2007)
- Jää ... (2009)

### Divadelní hry
- Neljakuningapäev (1977)
- Liblikas ja peegel (1980)

### Dětská literatura
- Kuhu need värvid jäävad (1975) s Tiiou Toometi
- Udujutt (1977)
- Kes mida sööb, kes keda sööb (1977)
- Jänes (1980)
- Jalgrataste talveuni (1987)
- Kaks päikest (2005)
- Põhjatuul ja lõunatuul (2006)

### Eseje
- Poliitika ja antipoliitika (1992)
- See ja teine (1996)
- Võimaluste võimalikkus (1997)
- Usk on uskmatus (1998)
- Kõik on ime (2004)
- Paralleele ja parallelisme (2009)